# 枋山溪
枋山溪，舊稱莿桐腳溪，位於台灣南部，為一縣市管河川，幹流長度25.67公里，流域面積125.48平方公里，分佈於屏東縣中部偏南地區，包含枋山鄉中部及獅子鄉中部。主流（最長河道）上游為西都驕溪，發源於標高1,471公尺之馬羅寺（山名）南側，向南流至阿耶美須附近與枋山溪本流會合，轉向西流經南迴鐵路中央號誌站及枋野站，於莿桐注入台灣海峽。

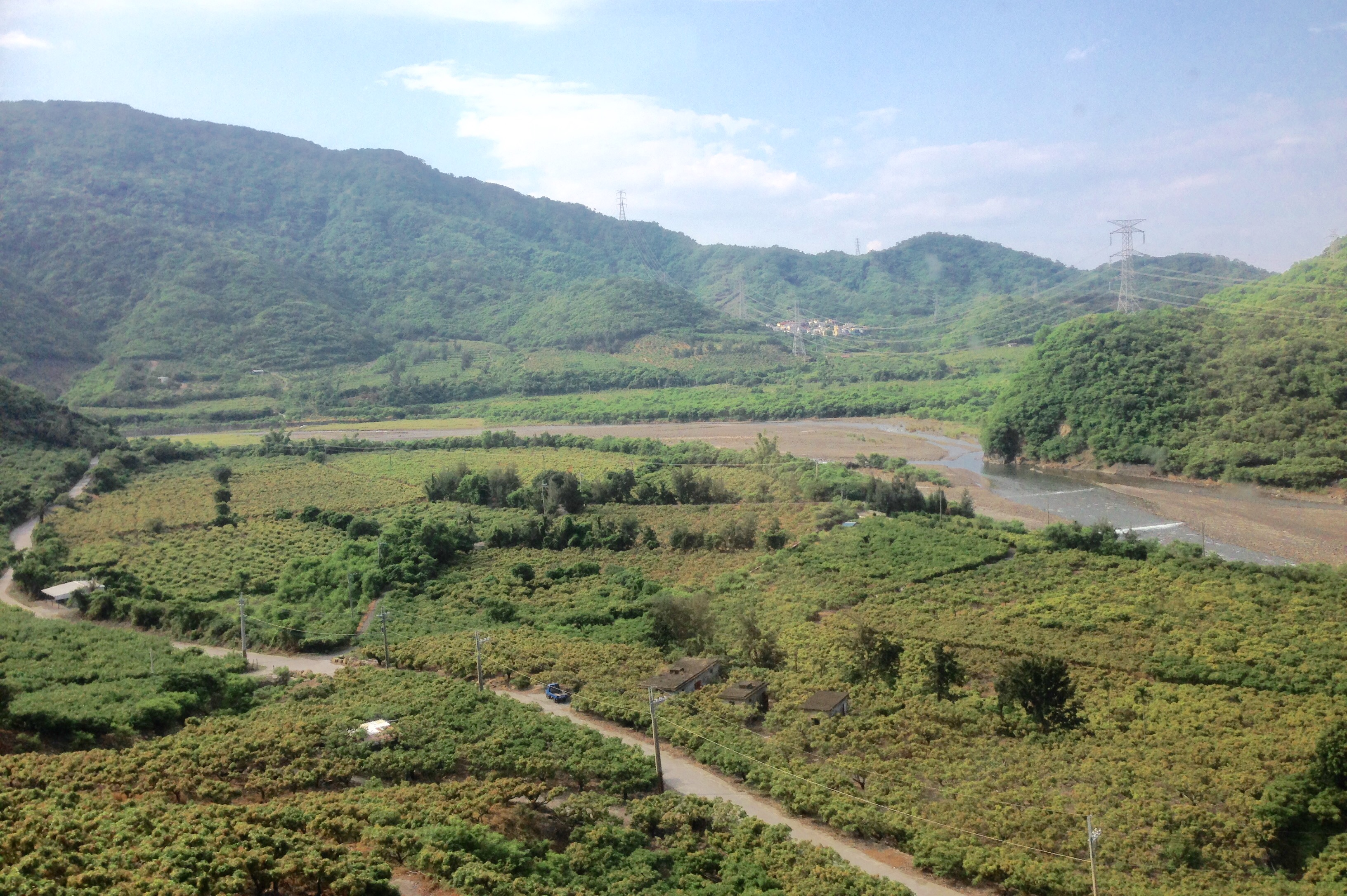
從南迴線列車遠望枋山溪。

## 水系主要河川
- 枋山溪：屏東縣枋山鄉、獅子鄉
  - 阿士文溪：獅子鄉
  - 西都驕溪：獅子鄉